# Номерні знаки Вірменії
Код Вірменії для міжнародного руху ТЗ — (АМ).

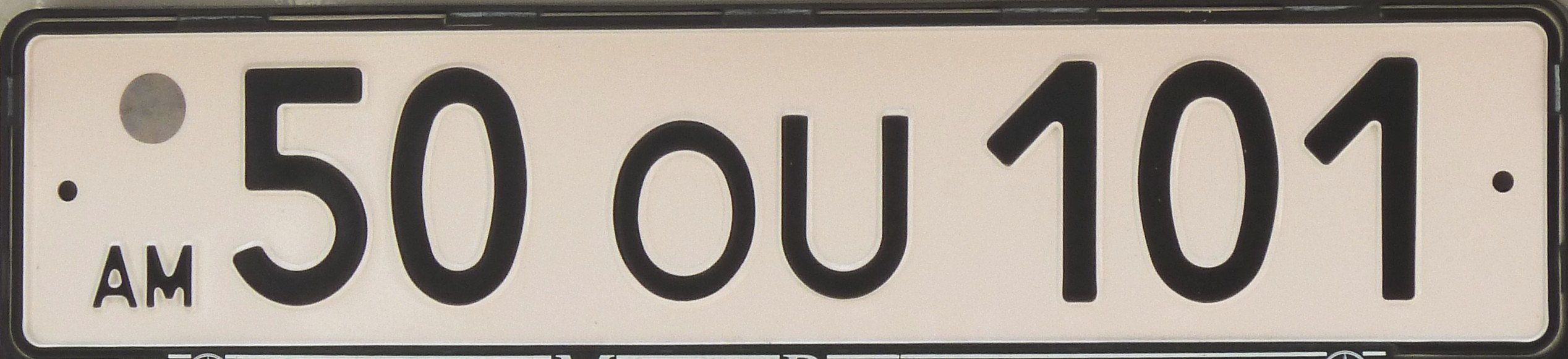
Приватний ТЗ

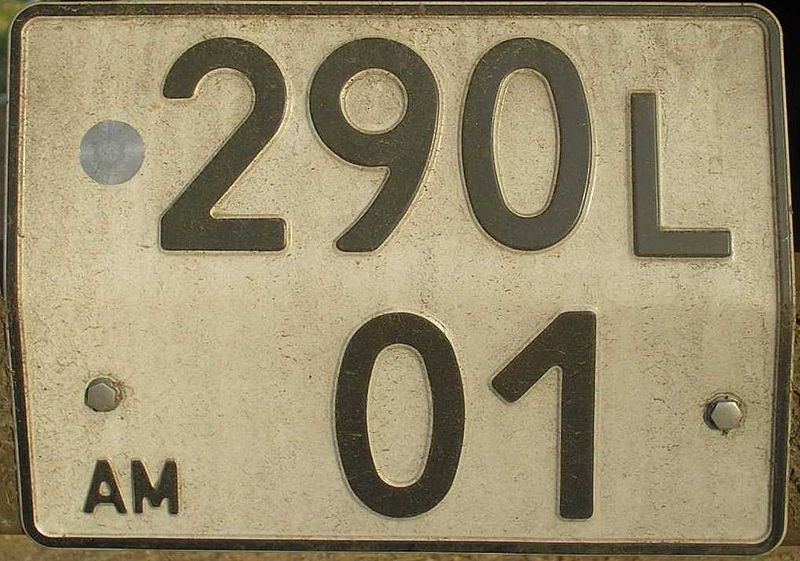
Неприватний причіп

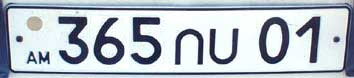
Неприватний ТЗ

Видачу номерних знаків Вірменії розпочато в 1996 році. Номерні знаки мають формат, схожий з турецьким та азербайджанським. Двозначний цифровий код може означати не тільки регіон, а також спеціальну індивідуальну серію в разі якщо це серії: 10, 11, 20, 22, 30, 33, 40, 44, 50, 55, 60, 66, 70, 77, 80, 88, 90, 99. Для серій з регіональним кодуванням застосовуються літери L, n, U, S, O, як такі що мають графічну схожість у вірменській та у латинській абетках. Для індивідуальних та спеціальних серій використовуються будь-які літери латиниці. Приватні ТЗ мають порядок знаків «12 лл 345», інші — «123 лл 45».
| Код                                                                                                   | Регіон (марз) |
| --- | ------------- |
| 01-19, 61-68                                                                                          | Єреван        |
| 12 м. Вагаршапат (до 2007 р.), 27,29 — м. Армавір, 28 — марз Армавір                                  | Армавір       |
| 14 (до 2008 р.), 45 — м. Гюмрі, 46 — м. Ашоцк, 47-49 — марз Ширак                                     | Ширак         |
| 15 (до 2008 р.), 21-24                                                                                | Арагацотн     |
| 16 — м. Мартуні (до 2008 р.), 31 — марз, 32 — м. Чамбарак, 33 — марз, 34 — м. Севан, 35 — м. Варденіс | Гегаркунік    |
| 17 — м. Єгвард (до 2008 р.), 42 — м. Раздан, 43 — м. Абовян                                           | Котайк        |
| 18 — м. Єхегнадзор (до 2008 р.), 56 — мм. Вайк і Джермук                                              | Вайоц-Дзор    |
| 25 — м. Арташат, 26 — м. Арарат                                                                       | Арарат        |
| 36 — м. Ванадзор 37-39, 41 — марз                                                                     | Лорі          |
| 51 — марз, 52 — м. Горіс, 53 — м. Мегрі, 54 — м. Сісіан                                               | Сюнік         |
| 57 — мм. Діліжан і Іджеван, 58 — м. Ноемберян, 59 — м. Берд                                           | Тавуш         |

## Нагірний Карабах
Невизнана республіка Нагірний Карабах користується номерними знаками Вірменії з кодами регіонів 22 та 90.